# Мануель Естрада Кабрера
Мануель Хосе Естрада Кабрера (ісп. Manuel José Estrada Cabrera; 21 листопада 1857 — 24 вересня 1924) — гватемальський політичний діяч, президент і диктатор Гватемали з 1898 до 1920 року.

## Життєпис
Народився у Кесальтенанго як позашлюбний син семінариста (у подальшому священика) Педро Естради Монсони та Хоакіни Кабрери. Спочатку батько відмовився його визнавати, і Мануель жив з матір'ю у притулку для бідняків. Навчався на столяра, потім, завдячуючи допомозі єзуїтів, зміг здобути шкільну освіту. Потім вивчав право в Університеті Сан-Карлос. 1881 року закінчив навчання та почав практику в рідному місті адвокатом і нотаріусом. 1884 одружився з Дезідерією Окампо, від якої у нього було двоє синів. Окрім того, від п'яти жінок у нього було 12 позашлюбних дітей.
Згодом Естрада отримав пост судді, спочатку у Реталулеу, потім у Кесальтенанго. Також був професором, а пізніше — деканом юридичного факультету альма-матер.
У політиці додержував сторони лібералів та неодноразово обирався до Національних зборів. За президентства Мануеля Барільяса отримав пост губернатора департаменту Реталулеу. 1891 року Естрада став губернатором Кесальтенанго, де запам'ятався передусім тим, що ініціював та розпочав будівництво місцевого театру. 1892 увійшов до складу кабінету міністрів за президентства Хосе Рейни Барріоса, де посів пост міністра юстиції та внутрішніх справ. Окрім того, отримав посаду першого заступника президента країни (ісп. Primer Designado a la Presidencia), тобто чиновника, який виконує обов'язки глави держави у разі відсутності останнього.

### Президентство
8 лютого 1898 року було вбито Рейну Барріоса, й Естрада Кабрера став тимчасовим президентом. 1905, 1911 та 1917 він підтвердив свої повноваження за результатами виборів, які, однак, зазвичай не вважаються легітимними через переслідування, арешти, убивства та заслання опозиційних політиків, що здійснювались таємною поліцією. Загалом Естрада перебував на посту президента 22 роки, що є рекордом в історії Гватемали. При цьому він спирався на підтримку Національних зборів, голова яких, Артуро Убіко, був його послідовним прибічником.
До найважливіших досягнень Естради на посту президента належать такі:
- Відкриття зачинених за Рейни Барріоса шкіл та заходи з поширення освіти;
- Ухвалення законів про сільське господарство й видобуток корисних копалин, створення міністерства сільського господарства;
- Соціальні заходи, зокрема, покращення становища матерів-одиначок та їхніх дітей, старих та інвалідів;
- Будівництво залізниці між Гватемалою та карибським узбережжі, а також інших доріг, залізниць і телеграфних ліній.

За президентства Естради Гватемала пережила економічне піднесення. Це пов'язано, передусім, з іноземними інвестиціями (головним чином американськими). При цьому уряд Естради несе відповідальність за важкі тривалі наслідки для країни від діяльності із залучення таких капіталовкладень (виділення земельних ділянок, повне звільнення від податків тощо).
1906 року за ініціативою колишнього президента Мануеля Барільяса, який проживав у вигнанні у Мексиці, почалось повстання проти гватемальського уряду. Те повстання підтримали уряди більшості інших центральноамериканських країн. Естраді, однак, удалось придушити виступи, для чого він заручився підтримкою президентів США, Теодора Рузвельта, та Мексики, Порфіріо Діаса. У березні 1907 року Барільяса було вбито в результаті замаху, в організації якого підозрювали Естраду.
За часи президентства Естрада пережив кілька замахів на власне життя, за його словами — шість.
З 1917 року уряд Мануеля Естради Кабрери постійно перебував під загрозою перевороту. Спочатку цьому сприяла невдала фінансова політика, що спричинила масштабну інфляцію, в результаті чого уряд втратив підтримку як найбідніших шарів населення, так і підприємств. Потім у Гватемалі стався сильний землетрус, що завдав серйозних руйнувань. Зрештою, під час Першої світової війни Естрада відмовився передати до США німецькі активи, що розміщувались у Гватемалі, в результаті чого втратив підтримку Сполучених Штатів.
Упродовж всього життя Естрада залишав Гватемалу тільки одного разу, 1897 року, коли здійснив короткий державний візит до Коста-Рики. Це не завадило йому отримати 37 орденів різних іноземних держав.

### Усунення від влади
11 березня 1920 року у столиці Гватемали відбулась організована уніоністами демонстрація за відновлення Сполучених Провінцій Центральної Америки. Під час демонстрації сталась перестрілка, причини якої залишились нез'ясованими, та загинув один демонстрант. Той випадок призвів до радикалізації протестів, які зрештою повернулись проти президента. Суперечності між урядом Естради й Уніоністською партією суттєво поглибились та упродовж кількох днів фактично вилились у громадянську війну. З обох сторін була значна кількість жертв.
8 квітня особистий секретар президента, генерал Хосе Марія Летона, оголосив Національним зборам, що президент є психічно хворим. На підставі такої інформації парламент ухвалив рішення про усунення Естради з посту президента. 14 квітня Естрада оголосив про свою відставку. Спочатку він потрапив під домашній арешт у військовій академії, потім — у будинку його сина. Проти колишнього президента було висунуто звинувачення у різноманітних порушеннях, числом понад 60. Естрада захищав себе сам, але процес не удалось довести до завершення, оскільки він помер 24 вересня 1924 року. Був похований у рідному місті.

## В культурі
Мануель Естрада Кабрера став прообразом головного героя письменника, майбутнього лауреата Нобелівської премії з літератури Мігеля Анхеля Астуріаса «Сеньйор президент» (1946).